# Lampyris spinifer
Lampyris spinifer là một loài bọ cánh cứng trong họ Đom đóm (Lampyridae). Loài này được Pic mô tả khoa học năm 1923.